# Геревич, Аладар
Алада́р Гере́вич (венг. Gerevich Aladár; 16 марта 1910, Ясберень, Австро-Венгрия, — 14 мая 1991, Будапешт, Венгрия) — венгерский фехтовальщик на саблях и рапирах, 7-кратный олимпийский чемпион и 14-кратный чемпион мира. Чемпион Олимпийских игр 1948 года в личных соревнованиях, чемпион Игр 1932, 1936, 1948, 1952, 1956 и 1960 годов в составе команды Венгрии. Чемпион мира 1935, 1951 и 1955 годов в индивидуальном зачете; 1931, 1933, 1934, 1935, 1937, 1951, 1953, 1954, 1955, 1957 и 1958 годов — в командном зачете. Кавалер Серебряного Олимпийского ордена (1988). Член Венгерского олимпийского комитета с 1989 года. Самый титулованный фехтовальщик в истории Олимпийских игр.

## Биография
Впервые участвуя в Олимпиадах в возрасте 22 лет, Геревич сразу завоевал золотую медаль в составе команды венгерских саблистов на играх 1932 года. На следующих Олимпийских играх Геревич завоевал право выступить в командной рапире и сабле. Он повторил успех в команде саблистов и в личном турнире занял 3 место. Золото в командном турнире досталось венграм главным образом благодаря их лидеру, Геревич выиграл в 17 боях из 19.
На ставших следующими играх в Лондоне, которые в связи со Второй мировой войной были открыты лишь 12 лет спустя, 38-летний спортсмен сделал золотой дубль в личном зачёте и в команде. В ходе турнира он проиграл только один бой. В 1952 году Геревич прибавил к своей коллекции золото и серебро, а венгерские спортсмены завоевали все возможные медали игр в своём виде. Олимпийские игры 1956 года, открытие которых состоялось вскоре после вооружённого восстания в Венгрии, стали непростым испытанием для венгерских спортсменов. Тем не менее команда фехтовальщиков вместе с Аладаром Геревичем завоевала очередное золото. Многие венгерские спортсмены остались за границей на постоянное проживание, однако Геревич вернулся на Родину после соревнований. Завершил свою карьеру спортсмен в возрасте 50 лет выступлением на играх 1960 года. Не обращая внимания на голоса скептиков о весьма пожилом возрасте спортсмена, он снова привёл команду к первому месту. К золоту олимпиад спортсмен добавил 6 командных и 3 индивидуальных титула чемпиона мира.
Аладар Геревич также весьма успешно выступал в рапире — став 7-кратным чемпионом страны в этой дисциплине.

## История
Долгие годы венгерская сборная доминировала на мировой арене. Поскольку в то время судейство в спортивной сабле было субъективным, на судей в значительной степени влиял безоговорочный авторитет лидеров венгерской сборной — Геревича, Ковача, Карпати.
В 1951 году, по приглашению Федерации фехтования СССР, сборная Венгрии посетила Москву для участия в совместном с советскими спортсменами учебном сборе. Венгерские фехтовальщики, и в их числе Геревич, делились своим опытом с соперниками, с теми, кто в 1970—1980 годах стали лидерами мирового фехтования на саблях.
По окончании спортивной карьеры Геревич перешёл на тренерскую работу. В настоящее время в Будапеште ежегодно проводится фехтовальный турнир в честь Аладара Геревича, Пала Ковача и Рудольфа Карпати, завоевавших для своей страны 19 золотых олимпийских медалей.

## Семья
Тесть Аладара, Альберт Боген, был серебряным призёром Олимпийских игр 1912 года по сабле в командном зачете, а супруга Аладара,
Эрна Боген-Богати, стала бронзовой призеркой Олимпийских игр 1932 года по рапире в личном зачете. Сын, Пал Геревич, стал известным фехтовальщиком, завоевав бронзовые медали по сабле в командном зачете на Играх 1972 и 1980 годов, а позднее, как и отец, избрал тренерскую карьеру. Другой сын, Дьёрдь (1946—2008), был известным тренером по фехтованию.